# 加影车辆段
加影车辆段（马来语: Depoh Kajang）是双溪毛糯-加影线的车辆段，位于前马来西亚广播电视（RTM）的发射台，临近加影站。

## 历史
2010年，马来西亚政府宣布执政当局决定兴建巴生谷捷运系统，该计划属于马来西亚政府所推行的经济转型执行方案（ETP）底下其中一个国家主要经济活动（NKEA），即《大吉隆坡启动计划》的两个公共交通项目之一。
马来西亚政府预估，大吉隆坡／巴生谷地区的人口将在2020年突破1000万人，因此需要一个可持续发展的综合交通系统，而捷运计划就是综合交通系统的其中一部分。捷运系统的主要目的是增加使用公共交通的人数、舒缓市区道路交通阻塞，以及减少民众前往目的地的时间。